# Erovnuli Liga 2025
L'Erovnuli Liga 2025, anche nota come Crystalbet Erovnuli Liga 2025 per motivi di sponsorizzazione, è la trentasettesima edizione della massima serie del campionato georgiano di calcio. Il campionato è iniziato il 28 febbraio 2025 e terminerà il 13 dicembre successivo.
La squadra campione in carica è l'Iberia 1999, che ha vinto il suo secondo campionato nell'edizione 2024.

## Stagione

### Novità
Dalla stagione precedente è stato retrocesso il Samt'redia, ultimo classificato in campionato. Al suo posto dalla Erovnuli Liga 2 è stato promosso il Gareji Sagarejo, al debutto in massima serie.

### Formula
Le 10 squadre partecipanti si affrontano in un girone all'italiana con doppie partite di andata e ritorno, per un totale di 36 giornate. Al termine del campionato,  la squadra prima classificata è dichiarata campione di Georgia ed ammessa alla UEFA Champions League 2026-2027, mentre seconda e terza classificata, insieme con la vincente della coppa nazionale, si qualificano per la UEFA Conference League 2026-2027.
L'ultima classificata viene retrocessa in Erovnuli Liga, mentre ottava e nona disputano uno spareggio promozione/retrocessione contro due squadre di Erovnuli Liga 2 per due posti in massima serie.

## Squadre partecipanti
| Club                   | Città      | Stagione precedente |
| ---------------------- | ---------- | ------------------- |
| Dila Gori              | Gori       | 3° in Erovnuli Liga |
| Dinamo Batumi          | Batumi     | 4° in Erovnuli Liga |
| Dinamo Tbilisi         | Tbilisi    | 7° in Erovnuli Liga |
| Gagra                  | Tbilisi    | 8° in Erovnuli Liga |
| Gareji Sagarejo        | Sagarejo   | Erovnuli Liga 2     |
| Iberia 1999            | Tbilisi    | Campione di Georgia |
| K'olkheti-1913 Poti    | Poti       | 6° in Erovnuli Liga |
| Samgurali Ts'q'alt'ubo | Tskhaltubo | 5° in Erovnuli Liga |
| Telavi                 | Telavi     | 9° in Erovnuli Liga |
| T'orp'edo Kutaisi      | Kutaisi    | 2° in Erovnuli Liga |

## Classifica
|  | Pos. | Squadra                | Pt | G | V | N | P | GF | GS | DR |
|  | ---- | ---------------------- | -- | - | - | - | - | -- | -- | -- |
|  | 1.   | Dila Gori              | 0  | 0 | 0 | 0 | 0 | 0  | 0  | 0  |
|  | 2.   | Dinamo Batumi          | 0  | 0 | 0 | 0 | 0 | 0  | 0  | 0  |
|  | 3.   | Dinamo Tbilisi         | 0  | 0 | 0 | 0 | 0 | 0  | 0  | 0  |
|  | 4.   | Gagra                  | 0  | 0 | 0 | 0 | 0 | 0  | 0  | 0  |
|  | 5.   | Gareji Sagarejo        | 0  | 0 | 0 | 0 | 0 | 0  | 0  | 0  |
|  | 6.   | Iberia 1999            | 0  | 0 | 0 | 0 | 0 | 0  | 0  | 0  |
|  | 7.   | K'olkheti-1913 Poti    | 0  | 0 | 0 | 0 | 0 | 0  | 0  | 0  |
|  | 8.   | Samgurali Ts'q'alt'ubo | 0  | 0 | 0 | 0 | 0 | 0  | 0  | 0  |
|  | 9.   | Telavi                 | 0  | 0 | 0 | 0 | 0 | 0  | 0  | 0  |
|  | 10.  | T'orp'edo Kutaisi      | 0  | 0 | 0 | 0 | 0 | 0  | 0  | 0  |

Legenda:
      Campione di Georgia e ammessa alla UEFA Champions League.
      Ammesse alla UEFA Europa Conference League.
 Ammessa allo spareggio promozione/retrocessione.
      Retrocesse in Erovnuli Liga 2 2026.
Note:
Tre punti a vittoria, uno a pareggio, zero a sconfitta.
La classifica viene stilata secondo i seguenti criteri:
- Punti conquistati
- Punti conquistati negli scontri diretti
- Differenza reti negli scontri diretti
- Reti realizzate negli scontri diretti
- Reti realizzate in trasferta negli scontri diretti (solo tra due squadre)
- Differenza reti generale
- Reti totali realizzate